# Teplá (rzeka)
Teplá (niem. Tepl) – rzeka w Czechach (kraj karlowarski), o długości 65,1 km, prawy dopływ Ohrzy.
Przepływa m.in. przez miasta Bečov nad Teplou i Karlowe Wary. 